# Magdeburg Hauptbahnhof
Magdeburg Hauptbahnhof vasútállomás Németországban, Magdeburg tartományban. A német vasútállomás-kategóriák közül a második csoportba tartozik.

## Vasútvonalak
Az állomást az alábbi vasútvonalak érintik:
- Berlin–Potsdam–Magdeburg-vasútvonal
- Magdeburg-Wittenbergesche-vasútvonal
- Magdeburg-Lipcse-vasútvonal
- Braunschweig–Magdeburg-vasútvonal
- Magdeburg–Thale-vasútvonal
- Oebisfelde–Magdeburg

## Forgalom

### Regionális
| Járat | Útvonal                                                                                              | Ütem (percben)                                            | Szolgáltató      |
| ----- | --- | --------------------------------------------------------- | ---------------- |
| HBX   | Berlin – Potsdam – Magdeburg – Halberstadt (Zugteilung) – Quedlinburg – Thale / Wernigerode – Goslar | bizonyos vonatok (péntektől vasárnapig)                   | Abellio          |
| RE 1  | Magdeburg – Burg – Genthin – Brandenburg – Potsdam – Berlin – Frankfurt (Oder) (– Cottbus)           | 060                                                       | DB Regio Nordost |
| RE 6  | Magdeburg – Haldensleben – Oebisfelde – Wolfsburg                                                    | bizonyos vonatok                                          | Abellio          |
| RE 8  | Magdeburg – Biederitz – Königsborn – Gommern – Zerbst – Roßlau – Dessau – Bitterfeld – Halle         | 120                                                       | DB Regio Südost  |
| RE 10 | Magdeburg – Schönebeck – Güsten – Sandersleben – Hettstedt – Sangerhausen – Sömmerda – Erfurt        | 120                                                       | Abellio          |
| RE 11 | Magdeburg – Oschersleben – Halberstadt – Wegeleben – Quedlinburg – Thale                             | 060                                                       | Abellio          |
| RE 13 | Magdeburg – Biederitz – Zerbst – Dessau – Bitterfeld – Delitzsch – Leipzig                           | 120                                                       | DB Regio Südost  |
| RE 20 | Magdeburg – Tangerhütte – Stendal – Hohenwulsch – Salzwedel – Uelzen                                 | 120                                                       | DB Regio Südost  |
| RE 21 | Magdeburg – Oschersleben – Halberstadt – Wernigerode – Ilsenburg – Vienenburg – Goslar               | 120                                                       | Abellio          |
| RE 30 | Magdeburg – Magdeburg-Buckau – Schönebeck – Calbe – Sachsendorf                                      | 060                                                       | DB Regio Südost  |
| RE 31 | Magdeburg – Oschersleben – Halberstadt – Langenstein – Blankenburg                                   | 120                                                       | Abellio          |
| RB 36 | Magdeburg – Barleben – Haldensleben – Wegenstedt – Oebisfelde – Wolfsburg                            | 060 (Magdeburg–Haldensleben) 120 (Haldensleben–Wolfsburg) | Abellio          |
| RB 40 | (Genthin –) Burg – Biederitz – Magdeburg – Eilsleben – Helmstedt – Königslutter – Braunschweig       | 060 (Mo–Fr) 120 (Sa–So)                                   | DB Regio Südost  |
| RB 41 | Magdeburg – Schönebeck – Staßfurt – Güsten – Aschersleben                                            | 120                                                       | Abellio          |
| RB 42 | Magdeburg – Biederitz – Königsborn – Gommern – Zerbst – Roßlau – Dessau                              | bizonyos vonatok                                          | DB Regio Südost  |
| RB 43 | Magdeburg – Magdeburg-Buckau – Dodendorf – Osterweddingen – Langenweddingen – Oschersleben           | 120                                                       | Abellio          |
| RB 48 | Magdeburg – Magdeburg-Buckau – Schönebeck – Calbe – Bernburg                                         | 120 (Mo–Fr)                                               | Abellio          |
| S 1   | Schönebeck-Bad Salzelmen – Magdeburg – Zielitz – Tangerhütte – Stendal – Wittenberge                 | 030 (Schönebeck–Zielitz) 060 (Zielitz–Wittenberge)        | DB Regio Südost  |

### Távolsági
| Járat  | Útvonal                                                                                                   | Gyakoriság       | Üzemeltető     |
| ------ | --- | ---------------- | -------------- |
| ICE 10 | Berlin – Potsdam – Magdeburg – Braunschweig – Hannover – Bielefeld – Dortmund – Duisburg – Köln           | bizonyos vonatok | DB Fernverkehr |
| ICE 25 | Berlin – Potsdam – Magdeburg – Braunschweig – Hildesheim – Kassel-Wilhelmshöhe – Nürnberg – München       | bizonyos vonatok | DB Fernverkehr |
| IC 55  | Dresden – Leipzig – Halle – Magdeburg – Braunschweig – Hannover – Bielefeld – Dortmund – Wuppertal – Köln | 120 perc         | DB Fernverkehr |
| IC 56  | Leipzig – Halle – Magdeburg – Braunschweig – Hannover – Bréma – Oldenburg – Leer – Emden – Norddeich Mole | 120 perc         | DB Fernverkehr |

## Kapcsolódó állomások
A vasútállomáshoz az alábbi állomások vannak a legközelebb:
- Bahnhof Magdeburg-Buckau (Aschersleben, Goslar, Magdeburg–Thale-vasútvonal, Magdeburg-Lipcse-vasútvonal, RE 6 (Niedersachsen / Sachsen-Anhalt), RE 21 (Sachsen-Anhalt))
- Magdeburg-Neustadt (Bahnhof Frankfurt (Oder), Wolfsburg Hauptbahnhof, RE 1, RE 6 (Niedersachsen / Sachsen-Anhalt), RB 36, Berlin–Potsdam–Magdeburg-vasútvonal, Oebisfelde–Magdeburg)
- Magdeburg-Sudenburg (Braunschweig Hauptbahnhof, Braunschweig–Magdeburg-vasútvonal, RB 40)
- Burg (b Magdeburg) (Berlin Ostbahnhof, Harz-Berlin-Express)
- Halberstadt (Goslar, Harz-Berlin-Express)